# Мікрофіламенти

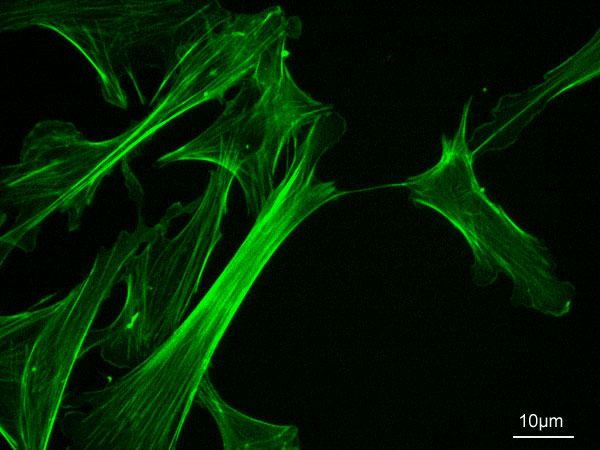
Мікрофіламенти актинового цитоскелету ембріональних фібробластів миші, забарвлені ФІТЦ-фалоїдином

Мікрофіламенти — нитки білка актину не м'язової природи в цитоплазмі еукаріотичних клітин. Діаметр 4-7 нм. Під плазматичною мембраною мікрофіламенти утворюють сплетіння, в цитоплазмі клітини формують пучки з паралельно орієнтованих ниток або тривимірний гель, формуючи цитоскелет. До їх складу входять, окрім актину, інші скоротливі білки: міозин, тропоміозин, актинін, що відрізняються від відповідних м'язових білків, а також специфічні білки (вінкулін, фрагмін, філамін, вілін тощо).
Мікрофіламенти знаходяться у динамічній рівновазі з мономерами актину. Мікрофіламенти є скоротливими елементами цитоскелету та безпосередньо беруть участь у зміні форми клітини при розміщуванні в площині, прикріпленні до субстрату, амебоїдному русі, ендомітозі, циклозі (для рослинних клітин), формуванні кільця цитотомії у тваринних клітинах, підтриманні мікроворсинок у клітинах кишківника безхребетних. До мікрофіламентів опосередковано прикріплюються деякі мембранні білки-рецептори.